# رابرت تاونزند
رابرت تاونزند (به انگلیسی: Robert Townsend) (زاده ۶ فوریهٔ ۱۹۵۷) بازیگر آمریکایی است.
از فیلم‌های معروف او می‌توان به بازی در فیلم کوئین توانا اشاره کرد.